# Vesicladiella capitata
Vesicladiella capitata är en svampart som först beskrevs av B. Sutton, och fick sitt nu gällande namn av Crous & M.J. Wingf. 1994. Vesicladiella capitata ingår i släktet Vesicladiella och familjen Bionectriaceae.   Inga underarter finns listade i Catalogue of Life.